# Secret World Live
Albums de Peter Gabriel
Us
(1992) OVO
(2000)
Albums live de Peter Gabriel
Plays Live
(1983) Live Blood
(2012)
Secret World Live est le deuxième album live de Peter Gabriel et son dixième album en général, réalisé en 1994. L'album n'a pas été remastérisé, contrairement au reste de la discographie de l'artiste. Un film du concert a été réalisé en même temps que l'album. Ce dernier est composé de deux CD.

## Liste des chansons
Toutes les chansons sont de Peter Gabriel sauf Across the River et Shaking the Tree.

### Disque un
1. Come Talk to Me - 6 min 13 s
2. Steam - 7 min 45 s
3. Across the River (Stewart Copeland, Peter Gabriel, David Rhodes, L. Shankar) - 6 min
4. Slow Marimbas - 1 min 41 s
5. Shaking the Tree (Peter Gabriel, Youssou N'Dour) - 9 min 18 s
6. Red Rain - 6 min 15 s
7. Blood of Eden - 6 min 58 s
8. Kiss That Frog - 5 min 58 s
9. Washing of the Water - 4 min 7 s
10. Solsbury Hill - 4 min 42 s

### Disque deux
1. Digging in the Dirt - 7 min 36 s
2. Sledgehammer - 4 min 58 s
3. Secret World - 9 min 10 s
4. Don't Give Up - 7 min 35 s
5. In Your Eyes - 11 min 32 s

## Musiciens
- Peter Gabriel – Chant, harmonica, claviers, bâton de pluie
- Paula Cole – chœurs, chant sur "Shaking The Tree", "Blood Of Eden" et "Don't Give Up".
- L. Shankar - violons, chœurs
- David Rhodes – guitare, choeurs
- Jean-Claude Naimro – piano électrique, chœurs
- Tony Levin – basse, Chapman Stick, chœurs
- Manu Katché – batterie
- Levon Minassian – doudouk

Artistes invités
- Papa Wemba et son groupe Molokai
  - Papa Wemba – chant
  - Patrick Marie Magdelaine – guitare
  - Dominique Bérose – claviers
  - Hervé Rakotofiringa – claviers
  - Noel Ekwabi – basse
  - Joseph Kuo – batterie
  - Xavier Jouvelet – percussions
  - "Reddy" Mela Amissi - chœurs
  - "Styno Mubi Matadi" - chœurs
  - Ayub Ogada – chœurs

## DVD
Un DVD du film du concert est sorti le 14 avril 2003.
La liste de chansons est la même, hormis la sixième Red Rain qui est remplacée par San Jacinto (7:32), placée derrière Blood of Eden.
Le film a reçu en 1995 le prix Silver Rose de Montreux, attribué à ses performances.